# Н’Дуассель, Эзекиэль
Эзекиэ́ль Н’Дуассе́ль (фр. Ezechiel N'Douassel, араб. إيزيكييل ندواسل‎; 22 апреля 1988, Нджамена, Чад) — чадский футболист, нападающий индонезийского клуба «Бекаси Сити» и сборной Чада. Единственный в истории чадец, игравший в чемпионате России по футболу.

## Карьера

### Клубная
Эзекиэль родился в столице Чада, в городе Нджамена. Начал профессиональную карьеру футболиста в местном клубе «Турбийон» в 2006 году. В 2007 году переехал в Алжир, где выступал сначала за «Оран», а затем за «Блиду». В 2009 году футболиста связывали с переходом в клубы «Марсель», «Монако», «Мальорка» и «Арсенал», но игрок перешёл в бельгийский «Дендер», с которым подписал трёхлетний контракт. Тем не менее он был вынужден вернуться в «Блиду», так как бельгийская сторона в последний момент решила отказаться от его услуг. Зимой 2011 года Эзекиэль стал игроком тунисского «Клуб Африкен».
3 августа 2012 года появилось сообщение о переходе футболиста в грозненский «Терек» за 2,3 млн евро. 9 августа о трансфере объявил официальный сайт клуба. 11 августа в матче чемпионата с нижегородской «Волгой» (2:0) Эзекиэль дебютировал в составе команды, выйдя на замену на 57-й минуте встречи вместо Заура Садаева. 1 сентября в выездном матче с «Рубином» (2:1) забил первый гол в составе «Терека».

### В сборной
Эзекиэль выступает за сборную Чада с 2006 года.